# The Girl Code
The Girl Code (рус. Женский код) — десятый эпизод двадцать седьмого сезона мультсериала «Симпсоны». Вышел в эфир 3 января 2016 года в США на телеканале FOX.

## Сюжет
Гомер уходит на работу, забыв дома свой обед. Мардж начинает в ужасе представлять, как на АЭС Гомер обессиленный падает в чан с некой радиоактивной жижей. Она спешно отправляется на атомную электростанцию. Там они с Гомером весело проводят время, а затем она загружает их совместные фотографии на Facelook. Фото, на котором Гомер стоит на фоне труб АЭС с растаявшим мороженым, она подписывает, как «Катастрофа на атомной станции». Мистер Бёрнс, которому Смитерс показал это фото для шутки, просто в бешенстве, тем более, что под картинкой уже 55 лайков. Гомера увольняют с работы. Он отправляется на свою первую работу, на которой он работал, когда ему было ещё 14 лет, посудомойщиком в греческой забегаловке.
В это время в школе у детей новый урок — программирование, который ведёт новая учительница Квин Хопер. Она даёт детям домашнее задание, придумать идею для приложения. История с социальными сетями натолкнула Лизу на мысль, что было бы хорошо, если бы существовало приложение, которое могло бы предсказывать последствия различных публикаций в интернете. Новая учительница посчитала эту идею гениальной, однако сложно воплотимой. Квин собрала команду из таких же девушек-программистов, как она, и дома у Симпсонов они вместе начали писать код для этой программы. Когда рабочий билд был завершён, его назвали «Конрад» и испытали на Барте и этот эксперимент удался. Затем приложение показали на выставке, где оно имело большой успех. Следующий шаг — его загрузка в онлайн-магазин приложений, где его сможет приобрести любой желающий. Конрад заговаривает с Лизой и просит не делать этого. Ведь в этом случае ему придётся читать миллиарды чужих сообщений и просматривать глупые селфи, он боится, что просто сойдёт с ума. Лиза проявляет сочувствие, подключает его к роутеру и даёт сбежать в облако…
Гомер, всё ещё работающий в греческой забегаловке, начинает вести себя как грек и даже выглядеть соответствующим образом. Зарплату он также получает в греческих драхмах, которые в пересчёте на американские деньги ничего не стоят. Конрад взламывает компьютеры на Спрингфилдской АЭС и шантажирует мистера Бёрнса найденной там информацией. Гомера возвращают на работу на станцию.
Во время титров Гомер на рабочем месте танцует греческий танец.

## Приём
Серия получила рейтинг 2.0, премьерный показ посмотрело в общей сложности 4.41 млн человек, что делает этот эпизод самым популярным шоу на телеканале FOX в тот вечер.
Деннис Перкинс с сайта The A.V. Club поставил эпизоду B, назвав его «скромным, но выше среднего».

## Интересные факты
- У Квин есть sudo-тату[2].
- Гомер целует постер с изображением Элизабет Уоррен, причём постер представляет собой настоящее фото, Элизабет не перерисована в стиле мультфильма.
- В серии очень часто упоминается Стив Возняк, а также его собака. В моменте, когда «Конрад» должен быть загружен в онлайн-магазин, человек, похожий на Стива Возняка, вместе с собакой сидит в первом ряду.